# Gian Pyres
Gianpiero "Gian" Piras (ur. 20 października 1973 w Londynie) – angielski muzyk, kompozytor i gitarzysta. Pyres współpracował m.in. z takimi grupami muzycznymi jak: Dragonlord, Graven Image, Solstice, Gorerotted, Screamin' Daemon czy Cradle of Filth. Wystąpił także gościnnie na płytach zespołów Extreme Noise Terror, Bal-Sagoth oraz Theatres des Vampires.

## Instrumentarium
- PRS Guitars - Custom Pyres Edition
- Gibson Guitars - Standard SG
- Peavey Amps - 6505
- Orange Cabinets
- Effects by BOSS and Line 6